# Dambeck (Dannenberg)

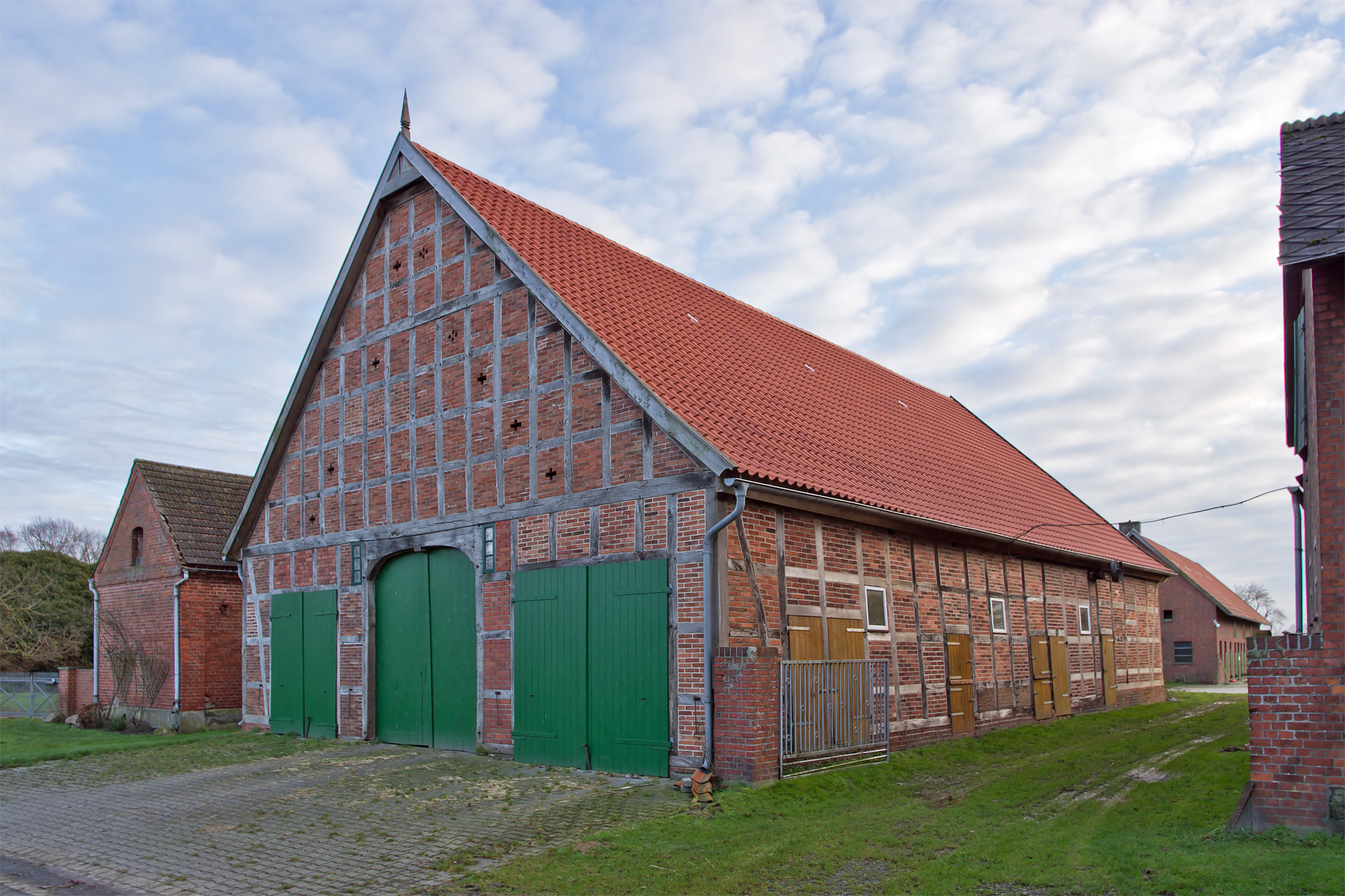
Fachwerkscheune in Dambeck

Dambeck ist ein Ortsteil der Stadt Dannenberg (Elbe) in der Samtgemeinde Elbtalaue im Landkreis Lüchow-Dannenberg in Niedersachsen. Das Dorf liegt zwei Kilometer nördlich vom Kernbereich von Dannenberg. 500 Meter entfernt östlich liegt der Gümser See.

## Geschichte
Vor 1972 gehörte Dambeck zu Breese in der Marsch. Am 1. Juli 1972 wurde Breese in der Marsch in die Stadt Dannenberg (Elbe) eingegliedert.